# Doug Stanhope
Douglas Gene Stanhope, detto Doug (Worcester, 25 marzo 1967), è un comico statunitense.

## Vita e carriera
Nato a Worcester, Stanhope lascia il liceo al primo anno e la sua carriera inizia nel 1990 a Las Vegas.
Stanhope è apparso in molti festival famosi fra cui il Just For Laughs, l'US Comedy Arts Festival ad Aspen, il Chicago Comedy Festival e l'Edinburgh Festival Fringe in Scozia, dove ha vinto il Strathmore Press Award nel 2002.
Nel 2003 e 2004, Stanhope ha collaborato per la quinta e sesta stagione di The Man Show with Joe Rogan.

## Discografia/videografia
- 1998 - The Great White Stanhope (CD)
- 1999 - Sicko (CD)
- 2000 - Something to Take the Edge Off (CD)
- 2001 - ACID Bootleg (CD)
- 2002 - Die Laughing (CD)
- 2003 - Word of Mouth (DVD)
- 2004 - Deadbeat Hero (CD/DVD)
- 2006 - Morbid Obscenity (CD)
- 2007 - No Refunds (DVD)
- 2009 - From Across the Street (CD)
- 2011 - Oslo: Burning The Bridge To Nowhere (CD/DVD)
- 2012 - Before Turning the Gun on Himself (CD/DVD)
- 2013 - Beer Hall Putsch (CD/DVD/Netflix)
- 2016 - No Place Like Home

## Filmografia

### Attore
- Rude Awakening – serie TV, episodi 3x10-3x14 (2010-2011)
- Louie – serie TV, episodio 2x09 (2011)